# 王明明
王明明（1952年5月4日—），男，原籍山东蓬莱，生於北京，中华人民共和国画家，北京畫院副院長，无党派人士。

## 生平
1970年代，王明明曾經求教於吳作人、李苦禪、蔣兆和、劉凌倉、盧沉、周思聰等多位藝術家。
历任北京画院副院长、北京市文化局副局长兼北京画院常务副院长等职务。2010年1月，任国务院参事室副主任。2011年2月，被聘任为国务院参事。2015年4月，不再担任国务院参事室副主任职务。
他还是中国美术家协会副主席，北京市美术家协会主席，中华海外联谊会副会长。第九届全国政协委员，第十、十一、十二届全国政协常委。

## 作品
王明明代表作有:《杜甫》、《招魂》、《賣炭翁》、《虔誠的信徒》、《苗鄉三月》、《林泉高逸》等。王明明的個人畫展覽曾在新加坡、日本、香港、台湾、加拿大等地舉辦。